# Ксенофан
Ксенофан (грч. Ξενοφάνης ὁ Κολοφώνιος; Колофон (западна Анатолија), око 565. п. н. е. - Елеја (јужна Италија), око 470. п. н. е.) је био грчки песник и филозоф.

## Живот и дело
Традиција каже да је, након што је истеран из свог дома, вероватно услед победе Персијанаца, следећих 67 година живео као лутајући песник и филозоф. Његов познати ученик био је Парменид, који је наставио његово учење. Био је нетрпељив према лажним вредностима, луксузу и људској похлепи, и у својим је песмама критиковао друштво.
Критиковао је Хомера и Хесиода зато што су боговима приписивали пороке и криминалне особине. Држећи да нема сигурног знања о боговима или било чему другом, Ксенофан је осуђивао што људи замишљају богове према сопственој слици, а то би било као кад би животиње правиле богове према својим ликовима када би могле да цртају.
То, међутим, није исправно, јер се Бог не помера с места на место, нити има чулне органе или било какву физичку форму. Он је непокретан, неизменљив, свезнајући, хомоген, и влада свиме што постоји. Он је, по свему судећи, јединство целог универзума и његов владајући дух.
Ако поглед захтева и идентитет Бога и природе, то води до даљег закључка да су промена и покрет у универзуму на неки начин и у некој мери илузорни. Тај закључак сврстава Ксенофана међу претке елејске школе, где га смешта и традиција.
За филозофију бића припремио је земљиште Ксенофан, кад је Кир покорио Јоњане, год. 540. п. н. е. Ксенофан је оставио своју отаџбину, па се, као што сам каже, потуцао од града до града и ради насушног хлеба читао туђе и своје песме. Он је, дакле, најранији софист. После различних путовања, овај стари Одисеј настанио се најзад у граду Елеји, фокејској насеобини на луканској обали, и ту основао елејску школу, и тако постао мост између милетске космологије и елејске филозофије бића, којој су утрли пут питагорејци својим математичким формализмом и подизањем начела броја на висину врховне космичке суштине. Осим елегија, испевао је и две историјско-епске песме: у првој је опевао оснивање свога Колофона, а у другој оснивање Елеје (D. L. IX 20). Он је, дакле, први Хелен који приказује историју свога времена.
Док су јонски космолози писали у прози, он је први мислилац који је у службу филозофије ставио песнички облик, па је у својој филозофској песми „Ο природи“, у песничком духу, изложио своје схватање ο суштини божанства и његову односу према свету и цео шарени свет пречистио у јединство, чистоту и постојан природни поредак. У филозофски агресивним „Ругалицама“, које можда нису посебна песма него део његове филозофске песме, филозофска мисао први пут устаје против целокупне епске слике света: „Све су то боговима приденули Хомер и Хесиод што год је у људи срамота и прекор: да краду, да чине блуд и једни друге да варају“ (фрг. 11). Али није реч само ο пороцима богова него и ο лажности целокупног антропоморфног и антропопатског политеизма: „Али људи мисле да се богови рађају, да имају њихову ношњу, говор и обичаје“ (фрг. 14). Ксенофан поставља даље питање: како су људи дошли до таква лажног схватања богова? И одговара колико генијално толико и просто: нису људи творевина богова, него су богови творевина људи, који сматрају да су богови рођени као и они сами, па зато у њих уносе своја осећања, свој облик и глас: „Али да руке имају говеда и коњи, па кад би хтели да сликају рукама и да творе дела као људи, сликали би ликове богова и давали им тело онакво какво већ сами имају: коњи коњско, а говеда говеђе. Етиопљани тврде за своје богове да су тупоноси и црни, а Трачани за своје да су плавооки и црвенокоси“ (фрг. 15 и 16). Своју мисао ο богу исказао је Ксенофан овако: „ Један је бог, а међу боговима и људима највећи, не личи на људе ни ликом ни умом. Сав види, сав умује, сав чује. Α без напрезања све потреса снагом свога духа. Увек остаје на истом месту, не крећући се: и не доликује му да иде час амо час тамо“ (фрг-и 23—26).
Тиме што јс божанство очистио од људске и сувише људске и земаљске пластике и дао му пластику космичку, Ксенофан је дао пресудан подстицај целом етичко-реформаторском покрету досократских мислилаца. Ксенофан је монотеист, али његов монотеизам у ствари је пантеизам, јер сам каже да је бог „једно и све“ (фр. Α 31). Узрок је свега бог, али он је непроменљив. Тиме Ксенофан долази у супротност с Милећанима. који су истицали баш променљивост прасупстанције као узрока свега. Настаје питање како се може схватити мењање појединих ствари ако се не мења праузрок свега. Ту се јављају два мотива филозофског мишљења: један истиче мењање појединих ствари, а други непроменљивост њихова узрока. Како их није могла помирити, хеленска филозофска мисао даље је оделито развила и један и други мотив: први Хераклит, а други елејска школа.